# Палиак (спътник)
Вижте пояснителната страница за други значения на Палиак.
Палиак е естествен спътник на Сатурн. Открит е от екип астрономи воден от Брет Гладман през октомври 2000 г., като му е дадено предварителното означение S/2000 S 2. Като алтернатива се употребява Сатурн 20. Спътникът носи името на гиганта от инуитската митология Палиак.
Палиак е част от Инуитската група спътници на Сатурн.